# Naspunius eseranus
Naspunius eseranus es una especie de escarabajo. Es la única especie conocida del género Naspunius, de la familia Leiodidae. Fue descrita por Lagar en 1974.

## Distribución
Se encuentra en España.